# Lachnaea burchellii
Lachnaea burchellii är en tibastväxtart som beskrevs av Carl Daniel Friedrich Meisner. Lachnaea burchellii ingår i släktet Lachnaea och familjen tibastväxter. Inga underarter finns listade i Catalogue of Life.